# 北部方面衛生隊
北部方面衛生隊（ほくぶほうめんえいせいたい、JGSDF North Northern Army Medical Service）は、陸上自衛隊真駒内駐屯地（北海道札幌市南区）に駐屯する北部方面隊直轄の衛生科部隊である。

## 概要
隊長は1等陸佐（二）が充てられ、方面隊直轄部隊の衛生業務を任務とするほか、災害派遣や民生協力、国際貢献活動も行っている。
北部方面隊管内の衛生科部隊から編成要員を集め編成された。

## 沿革
- 1999年（平成11年）3月28日：方面衛生隊準備隊が真駒内駐屯地業務隊内に編成完結。方面隊隷下部隊の衛生科職種隊員より要員[1]を選抜し編成準備業務を開始。

北部方面衛生隊
- 2000年（平成12年）3月28日：北部方面衛生隊が真駒内駐屯地において編成完結。

## 部隊編成
- 北部方面衛生隊本部
- 北部方面衛生隊本部付隊「北方衛-本」
- 第101野外病院隊「101野病」：病院天幕、野外手術システム
- 第301救急車隊「301救」：1トン半救急車

## 主要幹部
| 官職名           | 階級    | 氏名   | 補職発令日     | 前職                                   |
| ---------------- | ------- | ------ | -------------- | -------------------------------------- |
| 北部方面衛生隊長 | 1等陸佐 | 野澤浩 | 2023年08月01日 | 自衛隊札幌病院歯科部長 兼 准看護学院長 |

| 代 | 氏名       | 在職期間                        | 前職                                                     | 後職                                                                |
| -- | ---------- | ------------------------------- | -------------------------------------------------------- | ------------------------------------------------------------------- |
| 01 | 林達男     | 2000年03月28日 - 2002年03月21日 | 陸上自衛隊衛生学校教育部長                               | 自衛隊中央病院研究検査部長                                          |
| 02 | 片山幸太郎 | 2002年03月22日 - 2004年07月31日 | 自衛隊札幌病院歯科部長 兼 准看護学院長                   | 東部方面総監部医務官                                                |
| 03 | 塩見洋     | 2004年08月01日 - 2006年08月03日 | 防衛大学校総務部衛生課長                                 | 自衛隊富士病院長                                                    |
| 04 | 古保啓一   | 2006年08月04日 - 2008年11月30日 | 自衛隊中央病院衛生資材部長                               | 自衛隊札幌病院総務部長                                              |
| 05 | 池川和哉   | 2008年12月01日 - 2010年07月25日 | 自衛隊仙台病院診療技術部長                               | 北部方面総監部付                                                    |
| 06 | 竹島茂人   | 2010年07月26日 - 2012年07月31日 | 陸上自衛隊衛生学校主任教官 兼 自衛隊中央病院勤務         | 防衛大学校総務部衛生課長 兼 自衛隊中央病院第4外科勤務               |
| 07 | 市来浩人   | 2012年08月01日 - 2014年07月31日 | 防衛大学校総務部衛生課長 兼 自衛隊中央病院耳鼻咽喉科勤務 | 自衛隊中央病院 リハビリテーション科部長                             |
| 08 | 後藤義孝   | 2014年08月01日 - 2016年11月30日 | 自衛隊別府病院長 兼 南別府駐屯地司令                     | 陸上自衛隊衛生学校副校長 兼 企画室長 兼 自衛隊中央病院救急科勤務    |
| 09 | 沖本茂     | 2016年12月01日 - 2018年03月22日 | 自衛隊仙台病院総務部長                                   | 陸上自衛隊補給統制本部衛生部長                                      |
| 10 | 蝶野元希   | 2018年03月23日 - 2021年03月14日 | 自衛隊札幌病院診療技術部長 兼 麻酔科部長                 | 自衛隊札幌病院外科部長                                              |
| 11 | 山本泰輔   | 2021年03月15日 - 2023年07月31日 | 西部方面総監部医務官 兼 自衛隊熊本病院                   | 陸上自衛隊衛生学校副校長 兼 企画室長 兼 自衛隊中央病院第1精神科勤務 |
| 12 | 野澤浩     | 2023年08月01日 -                | 自衛隊札幌病院歯科部長 兼 准看護学院長                   |                                                                     |

## 主要装備
- 1/2tトラック / 73式小型トラック
- 1 1/2tトラック / 73式中型トラック
- 3 1/2tトラック / 73式大型トラック
- 1トン半救急車
- 病院天幕
- 野外手術システム
- 89式5.56mm小銃
- 9mm拳銃